# Gheorghe (Ginel) Plăcințeanu
Gheorghe (Ginel) Plăcințeanu (n. 3 decembrie 1924, Iași - d. probabil la 30 aprilie 1961, închisoarea de exterminare de la Râmnicu Sărat) a fost un medic și deținut politic român.

## Biografie
Gheorghe (Ginel) Plăcințeanu a fost fiul profesorului universitar dr. Gheorghe Plăcințeanu și al Clemansei Barberis, compozitoare, cântăreață, violonistă și profesoară universitară de canto. Sora sa, Sorana Coroamă-Stanca, cu trei ani mai mare, a devenit o cunoscută regizoare și scenaristă română. Ginel Plăcințeanu a urmat școala primară la Bârlad și Iași (1931-1935), studiile medii realizându-le la Liceul Internat și Liceul Național din Iași (1935-1942). În 1943 se înscrie la Facultatea de Medicină din Iași, o parte a studiilor realizându-le la Sibiu, Universitatea ieșeană refugiindu-se aici în timpul ofensivei sovietice de la sfârșitul celui de-Al Doilea Război Mondial. A îndrăgit activitățile fizice fiind campion de copii la natație și jucător de hochei pe gheață.
După absolvirea facultății, în 1949, Gheorghe Plăcințeanu a lucrat o periodă scurtă de timp (1949) ca medic la Dispensarul fabricii „Muncitorul” din Cristian, după care a fost transferat la 1 august 1949 ca medic secundar la Secția de Ortopedie a Spitalului nr. 7 din Orașul Stalin (Brașov). De la data de 4 martie 1950 a activat ca medic specialist ortoped la Dispensarul „Steagul Roșu”. Se transferă la București și din 20 mai 1951 este medic secundar la Clinica de Ortopedie a Spitalului Colentina, medic consultant la Spitalul Colentina, Clinica de Ortopedie (între 1 noiembrie 1953 - 1 ianuarie 1955), medic consultant la Clinica de Ortopedie a Spitalului ”I.C. Frimu” (între 4 ianuarie 1953-30 noiembrie 1957), medic secundar în Serviciul de Chirurghie Osteo-articulară (între 1 decembrie 1957-17 noiembrie 1958). Începând de la 17 noiembrie 1958, timp de o lună, a fost cercetător principal la Clinica de Ortopedie a Spitalului Brâncovenesc iar din 17 decembrie șef de sector la Spitalul Brâncovenesc. În mai 1959, susține atestarea pe postul de șef de sector și dă și concurs de medic primar, la care a reușit.

## Relația cu Lica Gheorghiu
În mod întâmplator, în 1948, Gheorghe Plăcințeanu îi cunoaste pe Tanți Gheorghiu, fiica liderului comunist Gheorghe Gheorghiu-Dej, și pe soțul acesteia, Cezar Grigoriu, cântăreț, membru în celebrul Trio Grigoriu. Simpatizând, rămân în contact și doctorul Plăcințeanu este invitat la petrecerile organizate de aceștia unde o cunoaște pe Lica Gheorghiu, sora Tanței, actriță de teatru și film. O idilă se stabiliește între doctorul Plăcințeanu, divorțat după o a doua căsătorie, și Lica Gheorghiu, căsătorită cu juristul Marcel Popescu, ministru-adjunct al Comerțului, cu care avea trei copii. Această relație a fost dezavuată de Gheorghiu-Dej, care a căutat pe toate căile să o destrame și să impiedice planurile de căsătorie ale celor doi. Folosindu-se de aparatul represiv al Securității, Gheorghe Gheorghiu-Dej, prin intermediul lui Alexandru Drăghici și al adjunctul său Vasile Negrea, realizează atât supravegherea celor doi, cât și acțiuni de compromitere a doctorului Plăcințeanu și de strângere de probe în scopul constituirii unui dosar penal pentru a-l condamna și, în acest fel, a-i separa pe cei doi.

## Procesul
Securitatea a acționat pentru constituirea a două dosare: un prim dosar de speculă și al doilea pentru a susține acuzația de „uneltire contra ordinii publice”. În august 1959 Gheorghe Plăcințeanu este arestat, împreună cu Ion Rogoz, și, sub tortură, recunoaște acuzațiile ce i se aduc. Într-un prim proces, judecat în procedura de urgență pentru acuzația de complicitate la speculă (vânzarea a 50 de perechi de ciorapi nylon) este condamnat la 5 ani. În al doilea proces, pentru acuzația de „uneltire contra ordinii publice”, este implicat și unchiul său, profesorul universitar la pensie Ion Plăcințeanu, considerat „filogerman” deoarece obținuse doctoratul în Germania și îi cunoscuse pe ambasadorii antebelici ai Germaniei și Italiei. În urma celui de-al doilea proces Gheorghe Plăcințeanu, la 17 decembrie 1959, este condamnat la încă 10 ani de muncă silnică.
Din ordinul conducerii MAI, este trimis pentru executarea pedepsei la închisoarea de la Râmnicu Sărat. Condițiile de detenție determină îmbolnăvirea sa de tuberculoză pulmonară și ulcer duodenal. Ginel Plăcințeanu nu a putut fi vizitat în închisoare, nu a avut voie să primească pachete, iar familia sa nu a știut unde se află. I s-au refuzat îngrijirile medicale și, după 14 luni, probabil pe 30 aprilie 1961, survine decesul (înregistrat pe 1 mai 1961), cauza fiind „colaps cardio-vascular”. Ion Plăcințeanu, unchiul său, condamnat și el la 10 ani de muncă silnică, moare la închisoarea Gherla, la 14 decembrie 1960, de o boală cardiovasculară mai veche, agravată în detenție.

## Reabilitarea
În 1968, după modelul raportului lui Hrușciov la Congresul al XX-lea al PCUS, Ceaușescu inițiază o acțiune de demascare a crimelor comise pe timpul lui Gheorghiu-Dej. Cazul Plăcințeanu este analizat de o comisie condusă de generalul Gr. Răduican și alcătuită din lt. colonel H. Hiera și maiorii L. Mateescu și Petcu. La 12 iunie 1968 comisia înaintează Comitetului Central al PCR „Raportul privind cazul dr. Plăcințeanu Gh. (decedat)”. În concluziile raportului se stabilește:
„Inițial s-a creat, în jurul doctorului și al familiei sale legenda că ar fi fost legionar și că intenționa să se infiltreze în familia lui Gheorghiu-Dej cu intenții dușmănoase. Din materialele existente nu reiese însă că doctorul și unchiul său au fost membri ai organizației legionare și nici că doctorul avea intenții dușmănoase familiei lui Gheorghiu-Dej.”

## Filme
În seria de filme documentare Reconstituiri, realizate de Televiziunea Română în colaborare cu Institutul pentru Investigarea Crimelor Comunismului în România, un episod intitulat „Fă-l să dispară!“ a fost dedicat destinului tragic al doctorului Plăcințeanu.